# 愛、かましたいの
「愛、かましたいの」（あい、かましたいの）は、2016年12月20日に発売された、Negiccoの21作目のシングル。発売元はT-Palette Records。

## 収録曲
1. 愛、かましたいの (3:42)
作詞・作曲：堂島孝平 / 編曲：石崎光
2. 私をネギーに連れてって (3:41)
作詞・作曲・編曲：connie
3. 愛、かましたいの (inst) (3:42)
4. 私をネギーに連れてって (inst) (3:41)